# ان-استیل تالوسامینورونیک اسید
ان-استیل تالوسامینورونیک اسید (به انگلیسی: N-Acetyltalosaminuronic acid) با فرمول شیمیایی C8H13NO7 یک ترکیب شیمیایی با شناسه پاب‌کم 146155 است. که جرم مولی آن ۲۳۵٫۱۹۱۳۲ گرم بر مول می‌باشد.